# 新站镇 (肇源县)
新站镇，是中华人民共和国黑龙江省大庆市肇源县下辖的一个乡镇级行政单位。

## 行政区划
新站镇下辖以下地区：
安合村、靠山村、先进村、振余村、新站村、新合村、发展村、向前村、古城村、巴彦村、新城村、新站社区、新肇社区和铁东社区。